# Thrash metal
Thrash metal este un subgen extrem al muzicii heavy metal, care este caracterizat prin tempoul său rapid, viteză foarte mare a execuției instrumentale și agresivitatea tipică. Cântecele thrash metal utilizează beat-uri percusive rapide și riffuri de chitară rapide de registru jos, suprapuse cu un shredding. Versurile câtecelor thrash metal sunt legate de problemele sociale și reproșul contra Establishment-ului, adesea folosind un limbaj direct și mustrător, o abordare care se suprapune parțial cu genul hardcore punk. 
„Careul de ași” ai thrash metal-ului, patru formații pe larg considerate cei mai de succes și mai influenți reprezentanți ai genului, sunt Metallica, Slayer, Megadeth și Anthrax, Testament (trupă), Overkill, datorită statutului lor de pioneri ai genului în anii 1980. Unele trăsături comune ale thrash metal-ului sunt riff-urile de chitară rapide cu un picking agresiv și solo-uri de chitară rapide, cu utilizarea extinsă a bateriei în două bassuri spre deosebire de utilizarea convențională în unul singur, tipic pentru majoritatea muzicii rock.
Originile thrash metalului se trag de la sfârșitul anilor 1970 și începutul anilor 1980, când o serie de formații americane predominante încep a îmbina elemente de New Wave of British Heavy Metal cu viteza și agresivitatea hardcore punk-ului. Thrash metal este mai agresiv în comparație cu „ruda” sa, speed metal, și se crede că a apărut, cel puțin parțial, ca reacție la mult mai convenționalul și pe larg acceptabilul sunet și tematici ale glam metalului, un subgen de heavy metal mai puțin agresiv, inspirat din muzica pop, care a apărut simultan. Motörhead a inspirat foarte multe formații care practică acest gen.

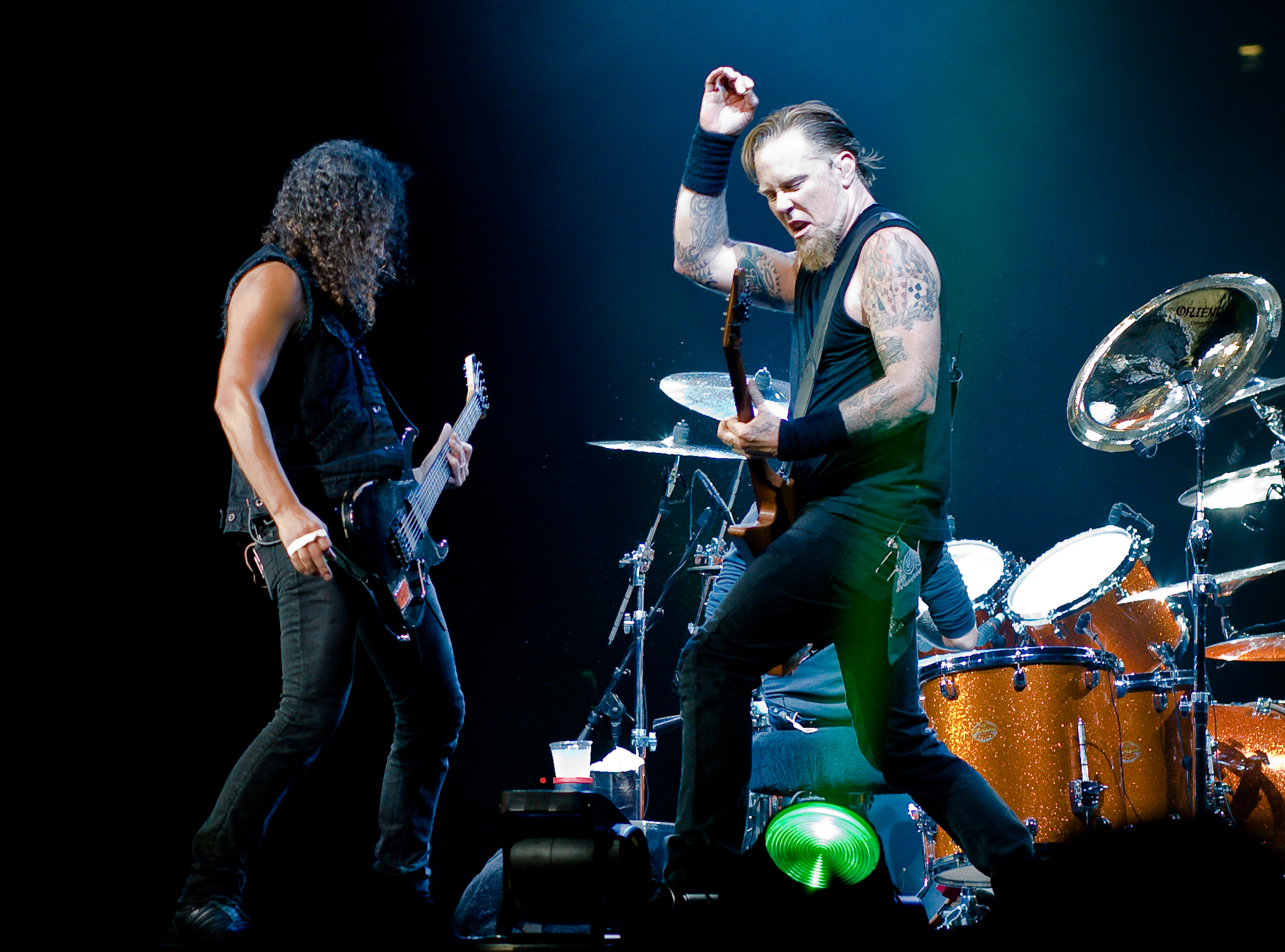
Kirk Hammett și James Hetfield de la Metallica, în 2008. Metallica e considerată un reprezentant cheie în creșterea popularității thrashului în anii 1980

.

## Istoric
Genul a apărut la începutul anilor '80 în zona orașului San Francisco (Bay Area), căpătând numele generic Bay Area thrash metal și a fost transferat imediat peste ocean de imaginația grupurilor germane.
Thrash metalul a luat un avânt mai serios la mijlocul anilor '80, un număr foarte mare de trupe de gen luând cu asalt scena metalului, în special în Statele Unite. Se consideră că thrash metalul a fost inventat în esență de trupele inovatoare ca Metallica, Megadeth, Slayer și Anthrax - „cei 4 giganți” ai erei. Deși trupa Metallica s-a format inițial în Los Angeles, abia după mutarea din 1983 în zona golfului San Francisco (East Bay Area), când Cliff Burton și Kirk Hammett s-au alăturat lui Lars Ulrich și James Hetfield, trupa a căpătat notorietatea pe care o are și astăzi.

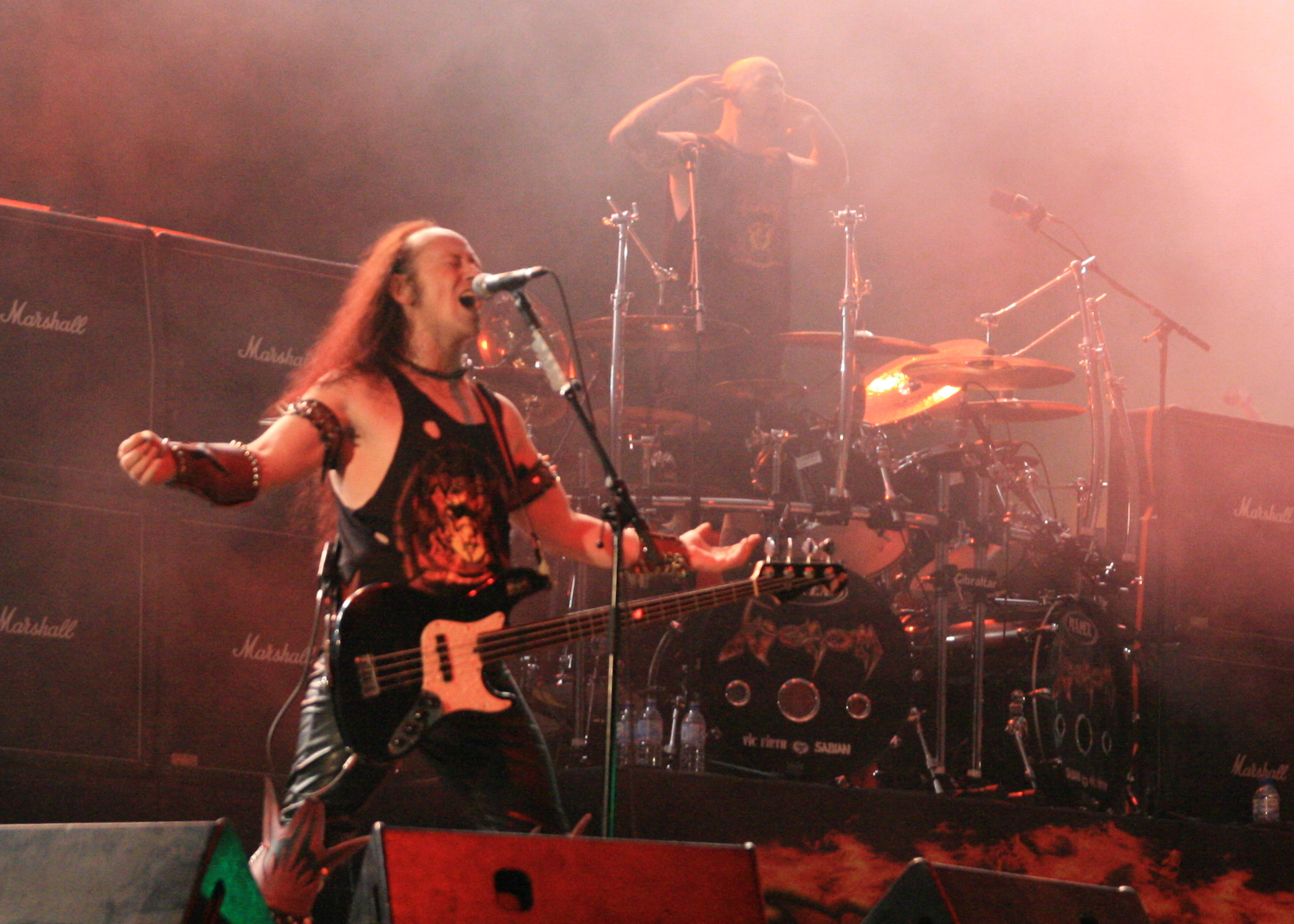
Lucrările timpurii ale Venom sunt considerate influențe majore în thrash metal

Popularitatea noului stil a determinat apariția a numeroase trupe, mai ales în San Francisco, câteva din cele mai semnificative fiind Forbidden, Dark Angel,  Exodus și Testament. Acestea au fost trupele care au definit genul și au inspirat sute de imitatori. Thrash metalul se bazează pe un stil cu riff-uri de chitară și tobe rapide, și un stil vocal în general dur, un fel de strigăt, deși unele trupe folosesc și voci melodice (Forbidden, Heathen, Agent Steel).
Stilul thrash metal s-a extins imediat și peste ocean, în Europa, unde s-au dezvoltat scene regionale puternice, în Marea Britanie și mai ales în Germania.

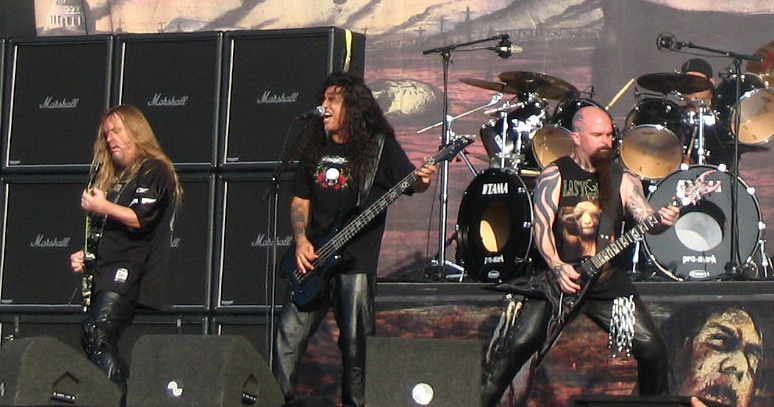
Slayer, în 2007. Face parte din "Big Four" al thrash metalului

Dacă în Marea Britanie stindardul era purtat de veteranii Acid Reign și Onslaught, trupă înființată la Bristol în 1983, sau de Sabbat, trupa din Nottingham, în Germania s-a dezvoltat o scenă foarte importantă, în special în zona regiunea Ruhr. Aici au apărut la începutul și mijlocul anilor '80 nume sonore precum Tankard, Desaster, Holy Moses, Mekong Delta, Living Death, Annihilator dar mai ales „cei trei regi”, Kreator, Sodom și Destruction. Aceste formații legendare au dat un nume aparte scenei thrash metal germane: Thrash metal teutonic.
Thrashul asigura o alternativă metal mai dură și mai autentică față de genul accesibil practicat de trupele pop-metal care dominau topurile în anii '80 și, în ciuda mediatizării reduse, a devenit foarte popular, într-atât încât atunci când Metallica și Megadeth și-au îndulcit sound-ul la începutul anilor '90 pentru a-l face mai accesibil, au devenit instantaneu superstaruri. Fanii dedicați ai genului au considerat schimbarea de stil ca fiind un derapaj comercial și s-au refugiat în genuri underground inspirate de thrash metalul de început, genuri cum ar fi death metal și black metal. Acestea preluau subiectele întunecate și forța viscerală ale thrash metalului, ducându-le până la extrem.
În afara stilurilor death metal și black metal, din thrash metal s-au dezvoltat mai târziu și alte genuri, precum groove metal, dar și forme de non-metal, cum ar fi genul hardcore.

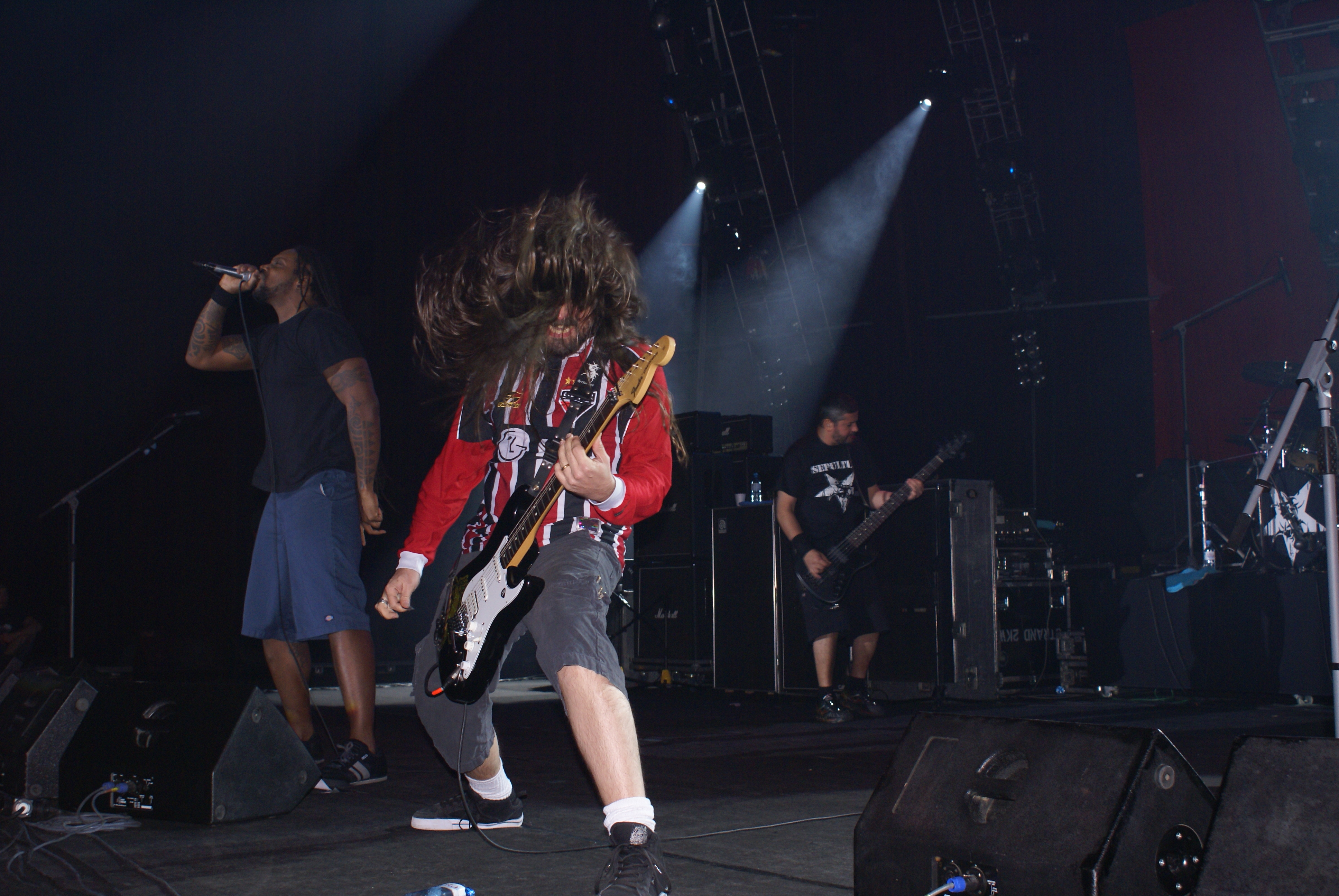
Sepultura, o formație cheie a scenei braziliene de thrash metal

Thrash Metal a decăzut în popularitate odată cu apariția death metalului, care părea mai dur și mai interesant. Fanii lui considerau că genul respectă linia muzicală originală a thrash metalului. Deși mai sunt și astăzi mulți adepți al genului thrash metal (mai ales în Europa), și unele dintre marile trupe se reunesc și scot materiale noi, genul nu mai este nici pe departe așa de popular cum era odată.

## Caracteristici
- Aranjamente orchestrale puternice, solouri scurte și rapide, numeroase modificări de tempo.
- Compoziții accelerate până în preajma speed metal-ului, susținute de o panație densă și de ritmuri frenetice axate pe break-uri și dublu pedalier.
- Voci agresive, caracterizate de ură, mai virulente decât cele utilizate în hardcore, dar mai puțin cadaverice decât cele din death metal.

## Scene regionale
Pe continentul nord-american, genul thrash metal a fost abordat și în Canada, cele mai semnificative trupe fiind veteranii Anvil, Exciter, Annihilator (care abordeaza stilul tehno-thrash) și Voivod.
În afara scenelor britanică și germană, cele mai importante nume din Europa sunt:
- Celtic Frost și Coroner în Elveția;
- Vader în Polonia;
- Artillery în Danemarca;
- Pestilence în Olanda;
- Bathory și Messuggah în Suedia;
- Necrodeath în Italia, etc.

O scenă regională s-a dezvoltat la începutul anilor '80 și în Australia, nume notabile fiind Mortal Sin sau Nothing Sacred.
Și în America de Sud a existat o scenă puternică, cel mai sonor nume fiind trupa braziliană Sepultura. Trupa s-a format în 1984, în jurul fraților Max și Igor Cavalera. Max Cavalera este responsabil și pentru alte proiecte, cum ar fi Nailbomb sau Cavalera Conspiracy. În Brazilia au mai activat Ratos de Porão sau Sarcófago, în Columbia Ekhymosis, iar în Chile Coprofago.

## Artiști cheie
Printre formațiile de bază în thrash metal se numără: Metallica, Slayer, Anthrax, Megadeth, Kreator, Exodus, Overkill, Testament, Destruction,Tankard,  Sodom, Municipal Waste , Sepultura, Annihilator, Machine Head
Alte trupe semnificative: Agent Steel, Devastation, Dark Angel, Onslaught,Warbringer, Demolition Hammer, Forbidden, Heathen, Pantera, Nevermore, Bullet for My Valentine